# Ramkhamhaeng-Universität

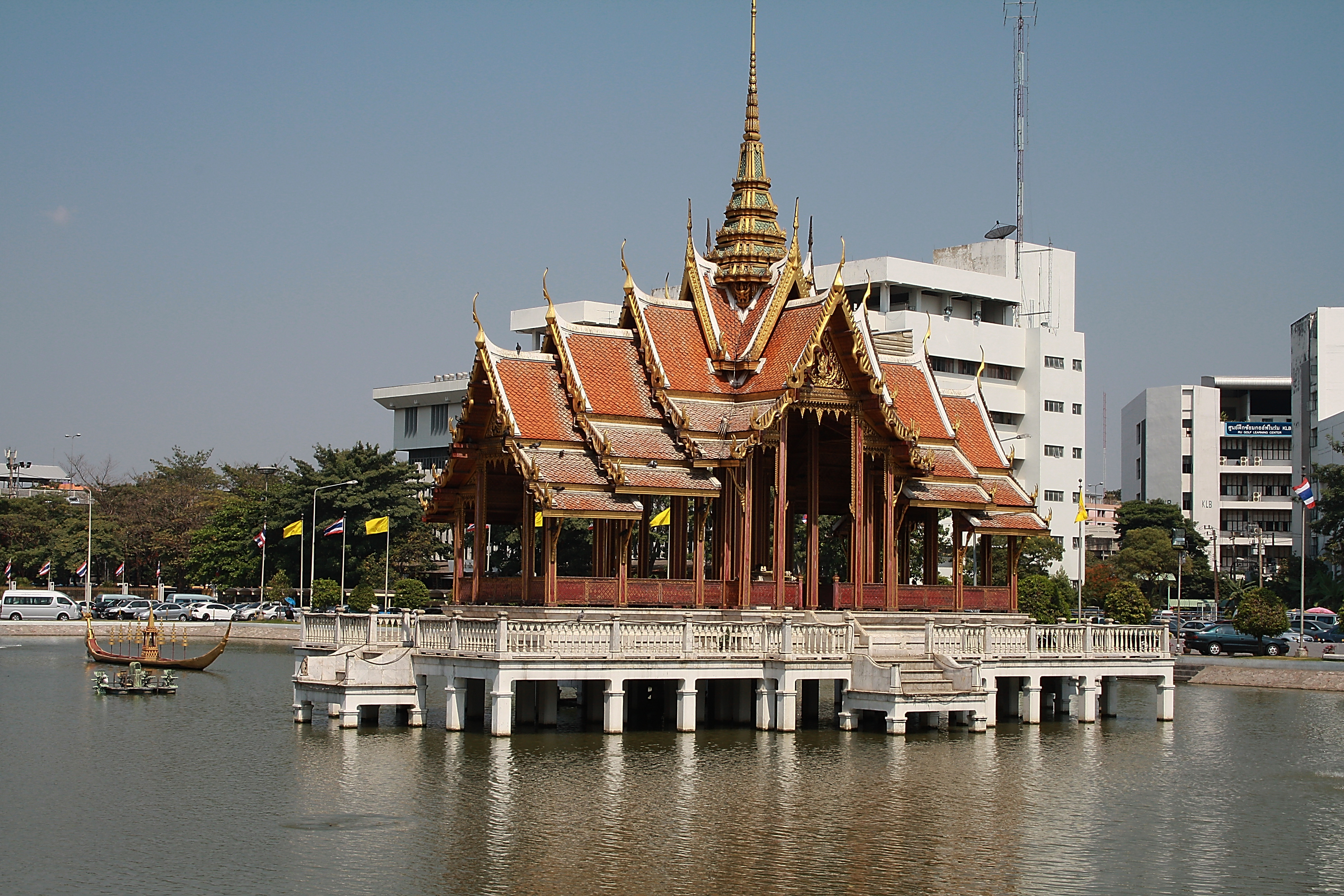
Teich und Pavillon auf dem Campus in Bang Kapi

Die Ramkhamhaeng-Universität (thailändisch: มหาวิทยาลัยรามคำแหง, engl.: Ramkhamhaeng University, kurz: RU) ist eine von zwei „offenen“ Universitäten in Thailand. Das heißt, dass sie einerseits nicht zugangsbeschränkt ist und andererseits Fernstudien anbietet. Den Namen erhielt sie zu Ehren von König Ramkhamhaeng von Sukhothai, dem zugeschrieben wird, das Thailändische Alphabet entwickelt zu haben. Mit mehr als 600.000 Studenten (Stand 2004) ist sie die größte Universität des Landes.

## Geschichte
Vor der Gründung der Ramkhamhaeng-Universität im Jahre 1971 befand sich die akademische Ausbildung in Thailand in einer ernsthaften Krise, da die Zahl der studierwilligen Schulabgänger mit Hochschulreife die Zahl der Plätze an den vorhandenen Universitäten bei weitem überstieg. Dies veranlasste das Parlament, ein Gesetz zur Errichtung der Ramkhamhaeng-Universität als der ersten Universität des Landes ohne Zugangsbeschränkungen zu verabschieden.

## Lage und Fakultäten

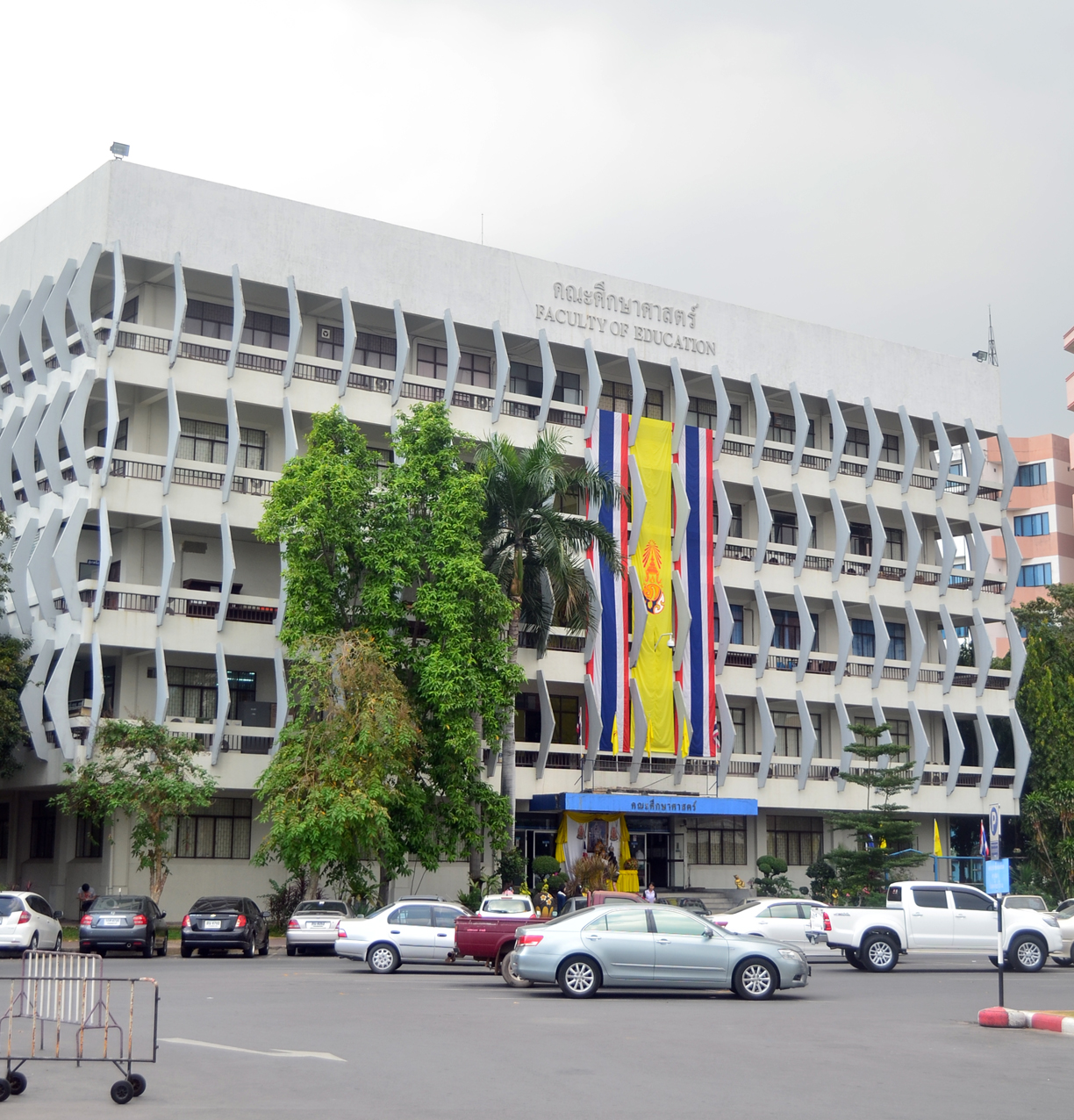
Gebäude der Erziehungswissenschaftlichen Fakultät

Die Universität hat zwei Campus, beide in Bangkok, im Khet (Bezirk) Bang Na und in Hua Mak, im Khet Bang Kapi.
Die Universität besteht aus den Fakultäten Recht, Betriebswirtschaft, Geisteswissenschaften, Pädagogik, Naturwissenschaften, Politik, Volkswirtschaft, Ingenieurwesen und Erziehungswissenschaften.  Zugangsbeschränkungen bestehen dabei nur im Fach Ingenieurwesen.

## Dozenten
- Kansri Boonpragob, Klimatologin

## Absolventen
- Chai Chidchob (1928–2020), Politikwissenschaft; Politiker, ehemaliger Parlamentspräsident
- Banharn Silpa-archa (1932–2016), Jura; Politiker, ehemaliger Ministerpräsident
- Charoen Sirivadhanabhakdi (* 1944), Jura; Brauerei- und Destillerie-Unternehmer
- Sonthi Boonyaratglin (* 1946), Politikwissenschaft (Promotion); ehemaliger Oberkommandierender des Heeres, Juntaführer
- Chalerm Yubamrung (* 1947), Jura (Promotion); Politiker, ehemaliger stellvertretender Ministerpräsident
- Anupong Paochinda (* 1949), Politikwissenschaft; ehemaliger Oberkommandierender des Heeres
- Paveena Hongsakul (* 1949), Politikwissenschaft; Politikerin, ehemalige Ministerin für soziale Entwicklung und Sicherheit
- Khattiya Sawasdipol (1951–2010), Wirtschaftswissenschaften; Heeresoffizier und „Rothemden“-Aktivist
- Vichai Srivaddhanaprabha (1958–2018), Politikwissenschaft; Einzelhandelsunternehmer (Eigentümer von King Power Duty Free)
- Abhisit Vejjajiva (* 1964), Jura; Politiker, ehemaliger Ministerpräsident
- Jatuporn Prompan (* 1965), Politikwissenschaft; Politiker und „Rothemden“-Aktivist
- Somjit Jongjohor (* 1975), Pädagogik; Boxkämpfer
- Paradorn Srichaphan (* 1979), Politikwissenschaft; Tennisspieler
- Aree Wiratthaworn (* 1980), Massenkommunikation; Gewichtheberin
- Tai Orathai (* 1980), Massenkommunikation; Volksmusiksängerin

### Fakultäten
- Faculty of Law
- Faculty of Business Administration
- Faculty of Humanities
- Faculty of Education
- Faculty of Science
- Faculty of Political Science
- Faculty of Economics
- Graduate School
- Faculty of Engineering
- Faculty of Mass Communication Technology

### Weitere Weblinks
- http://www.ru.ac.th/ Offizielle Webseiten der Ramkhamhaeng-Universität
- http://www.iis.ru.ac.th/ Internationale Studiengänge der Ramkhamhaeng-Universität
- http://www.info.ru.ac.th/  Webseiten mit weiteren Informationen